# 先知的信徒
先知的信徒（直译：「圣行和大众的追随者」）是索马里的一个准军事组织，它由温和的苏菲派组成，反对索马里的极端伊斯兰主义团体（例如青年党）。他们声称为阻止严厉的伊斯兰教法和瓦哈比主义在索马里被强制推行，保护自身的逊尼-苏菲传统和普遍温和的宗教观点而战。
索马里内战期间，该组织曾与军阀穆罕默德·法拉赫·艾迪德结盟。